# Selección de roller derby de Escocia
La selección de roller derby de Escocia representa a Escocia en el Roller Derby internacional masculino en eventos como la Copa Mundial de Roller Derby Masculino. El equipo fue fundado en 2013 para competir en la Copa del Mundo de Roller Derby Masculino 2014 en Birmingham, donde terminaron el torneo en el séptimo lugar.

## Historia

### Copa Mundial de Roller Derby Masculino de 2014
Power of Scotland compitió en la Copa del Mundo de Roller Derby masculino inaugural, que se celebró en el Futsal Arena, Birmingham, Reino Unido, del 14 al 16 de marzo de 2014.
Durante la fase de grupos del primer día del torneo, el equipo compitió en el Grupo Orange contra Ninjapan Rollers (PoS 247 - 73 NR), Team Belgium (PoS 98 - 82 TB) y Team Canada (PoS 18 - 220 TC). Power of Scotland terminó segundo en el grupo asegurándose un lugar en cuartos de final en las etapas eliminatorias.
En el segundo día del torneo, Power of Scotland se enfrentó al equipo de EE. UU. En los cuartos de final y finalmente perdió la pelea 557–40. Habiendo sido eliminado de la competencia por el título principal, el equipo regresó el Día 3 para competir en el cuadro de Plate, enfrentándose al Equipo de Gales. La puntuación final fue Power of Scotland 123 - 245 Team Wales, marcando el final de la participación del equipo en la competición.
Las clasificaciones publicadas después del torneo colocaron a Power of Scotland como el séptimo equipo conjunto en el mundo, junto con el equipo de Argentina. El bloqueador escocés Porky fue nombrado como parte del 'Equipo del Torneo'.

## Jugadores

### Equipo actual
La lista de 2014 para Power of Scotland seleccionada para la Copa del Mundo de Roller Derby Masculino de 2014.
| N.º  | Nombre               | Liga (s)                                     |
| ---- | -------------------- | -------------------------------------------- |
| iq0  | Dafty                | Jakey Bites/Capital City Roller Derby        |
| 1ve  | Alottablackenblue    | Mean City Roller Derby                       |
| 101  | Pudsey               | Granite City Brawlermen                      |
| 1664 | Konanbourg           | Jakey Bites/Mean City Roller Derby           |
| 18   | Tequila Jammer       | Jakey Bites/Capital City Roller Derby        |
| 19   | JudderJam            | Jakey Bites                                  |
| 1998 | Tea-Virus            | Jakey Bites/Mean City Roller Derby           |
| 2212 | Whyte & MacDie       | Mean City Roller Derby                       |
| 2d   | Nuke Jukem           | The Quads of War: Milton Keynes Roller Derby |
| 39   | Duff                 | Jakey Bites                                  |
| 42   | Dead Hardy           | Bairn City Rollers                           |
| 5    | Dreads               | Bairn City Rollers                           |
| 57   | Jaffa Skates         | Granite City Brawlermen                      |
| 67   | iHorror              | Bairn City Rollers                           |
| SR71 | zero                 | Mean City Roller Derby                       |
| 8    | Porky the Penetrator | Tyne & Fear Roller Derby                     |
| 802  | rEd Baron            | Jakey Bites/Bairn City Rollers               |
| 9    | WKDeid               | Jakey Bites/Capital City Roller Derby        |
| 976  | The Real Scrim Shady | Bairn City Rollers                           |
| 999  | The Philth           | Tyne & Fear Roller Derby                     |

### Cuerpo técnico
- Entrenador en jefe: Venus Velocity
- Entrenador asistente: Ginge
- Director de equipo: Mona Rampage
- Fisioterapeuta: Goldginger
- Apoyo: Five Star Sylk